# Војка (Стара Пазова)
Војка је насеље у Србији у општини Стара Пазова у Сремском округу. Војка има повољан географски положај, јер лежи у равном – рузмаринском Срему, на раздаљини од око двадесетак километара од реке Дунав и око тридесетак километара од реке Саве.

## Изглед
Село има форму облика крста, кога у основи сачињавају главна уздужна улица Цара Душана, која од центра према Крњешевцима носи назив Карађорђева. На месту укрштања главних комуникација налази се сеоско језгро, које са свим пратећим објектима јавних служби задовољава унутрашње функције села. У централној зони лоциран је православни храм Светог Оца Николаја из 1857. године, основна школа, месна заједница, дом културе, Културно уметничко друштво „Славко Гајин”, здравствена амбуланта, предшколска установа, обданиште и јаслице, локална пијаца (суботом), више од 50 приватних занатских радњи производног и услужног карактера.

## Историја
Као насељено место први пут се помиње у писаним документима још 1416. године. Војка је била као насеље на сред пута, са великим бројем ветрењача. Данас се успомена на ветрењаче чува у грбу села.
Оно што Војку и Војчане издваја од других насеља је и то што су били познати граничари али и виноградари, још од времена владавине Леополда и Марије Терезије, Аустро – Угарских монарха, од којих су добили винограде у данашњим Чортановцима, на обронцима Фрушке горе, које и данас чувају многе породице.
Ту је и више локалитета из времена Римске империје, када је преко Војке ишао главни друм од Сирмијума ка Таурунуму и Сингидунуму.
Знаменити Турски путописац Евлија Челебија је оставио запис у својој књизи да је коначио у свратишту Војка, где је била значајна постаја за замену коња и одмор путника на друму од Беча до Цариграда и тако редом, до данашње Војке.
О њеном постојању сведоче археолошки артефакти који се чувају у Народном музеју у Земуну, у Војном музеју и Археолошком институту у Београду, ископавани шездесетих година. Препознато је 56 археолошких локалитета од којих десетак у атару Војке. Пронађени су на само пар истраживаних локалитета докази живота од пре 2,5 до 3 хиљаде година (Вучедолска култура и Умка), из времена велике сеобе народа (из другог каганата, Брдашица и гроб ратника чело башта Дужног шора) археологе одушевљава копча са појаса ратника који је био сахрањен усправно на коњу.
Село је некада имало великих проблема због високих подземних вода и честог плављења.

## Демографија
Ово насеље је великим делом насељено Србима, према попису из 2002. године, а у последња три пописа, примећен је пораст у броју становника. Према попису из 2022. у њему је тада живело 4338 становника.
Према попису 2022, у Војки је просечна старост 41,84 године и то 40,58 код мушкараца и 43,08 код жена. У насељу има 1373 домаћинстава, а просечан број чланова по домаћинству је 3,16.

## Привреда
Привредну базу Војке представља пољопривреда а највише се од култура узгајају пшеница, кукуруз, соја, сунцокрет, шећерна репа и повртарске културе, као и крмно биље. Развијено је и сточарство, највише се узгајају свиње и говеда. По производњи млека, село је познато у Срему. Последњих година у Војки су актуелна привредна преструктуирања, све је више приватних предузетника који се баве пољопривредном производњом.

## Образовање

### Основна школа
Војка има једну основну школу. Изграђена је 1780. године, састојала се од приземне зграде и носила назив ,,Комунална школа’’. Ова зграда је изгорела до темеља 1943. године, јер је у њој била смештена усташка посада, коју су партизани том приликом ликвидирали. После Другог светског рата, тачније 1946. године,  почела је градња нове школе која је завршена 1947. године. Добила је назив по Милану Хаџићу, који је био прва жртва рата 1941. Оснивачи школе били су житељи Војке.

### Музичка школа
У Војки постоји музичка школа „Љубинко Лазић”.

### Библиотеке
У Војки се налази још један огранак библиотеке под називом Владислав Чикош, према значајном књижевнику родом из Војке који се школовао у Сегедину, Кежмарку и Будиму где је завршио права. Био је сарадник Летописа Матице српске, писао лирске и епске песме, а 1833. године објављује роман „Због љубови помиреније или Строимир и Љубисава”. Ова библиотека броји 6300 књига и 450 читалаца.
Осим тога, основна школа у Војки има сопствену библиотеку.

## Култура

### Ликовна колонијаCosmic Art
У септембру 1991. године у сремском селу Војка започела је с радом ликовна колонија Cosmic Art коју је иницирао сликар Љубиша Марић. На тај начин се сачувала од заборава и једна изузетно богата збирка уметничких дела, али и збирка која сведочи и о ликовној колонији Cosmic Art и о самој Војки, као изузетно значајном чиниоцу наше уметности и духовности. Преко 500 сликара и вајара из свих крајева земље и иностранства, оставило је преко 1.000 уметничких дела, од чега се у фонду Месне заједнице Војка чува око 250 слика и скулптура.
Неколико колонија било је хуманитарног карактера, тако да су уметници помогли: Фонд за избеглице (1991), инвалиде рата (1992), обнову манастира Рача (1993), Друштво за афирмацију инвалида „Феникс" из Старе Пазове (1994), поплављене породице у Бајиној Башти (2014)
У плану је припрема и допуњеног издања монографије за 30. сазив у који ће ући и уметници који су у међувремену били гости наше ликовне колоније.
Од 2018. године ликовна колонија се налази на листи од 11 најзначајнијих манифестација у области културе у општини Стара Пазова.

### Културно-уметничко друштвоСлавко Гајин
Основано је у јеку обнове ратом опустошене Југославије 1948. године, када су млади људи у овом сремском селу желели да, поред градње кућа, ауто путева, фабрика, граде и свој дух, уживају у песми, игри, позоришту.
Управо, од самог почетка, позоришни аматеризам је развијан са великом енергијом, па су војачки аматери, педесетих и шездесетих година 20. века, царовали на даскама које живот значе широм Војводине, а играли и на сценама Београда и Новог Сада. Нушићеве комедије и хумор Живка Стојановића и Миленка Кочијашевића Пујде, дале су неизбрисиви печат том делу историје војачког аматерског друштва. Истовремено су млади покушавали да негују и музичку баштину предака, те је тако радила и фолклорна секција, рецитаторска, али у сенци драмске.
Седамдесетих година основане су женска и мушка певачка група и тамбурашки оркестар, и дали су снажан печат аматерској активности не само у старопазовачкој општини, већ и у Срему. Захваљујући ентузијастима који су тада радили у војачком културном-уметничком друштву, уведен је у такмичарски програм Пролећног сусрета изворно певање (певачке групе) и није било приредбе у општини и селу без наступа ових група и тамбураша. Они су били, захваљујући Културној димензији, емисији локалног Радија, иницијатор сарадње и организације заједничких концерата по Војводини, Славонији, Босни и Србији, са културним-уметничким друштвом Младост из Нове Пазове и Бранко Радичевић из Старе Пазове. Било је и телевизијских наступа и учешћа на зонским смотрама.

## Забава

### Мото-скуп
Од 2009. године у Војки се одржава мото-скуп који организује мото-клуб Фантоми. На њему учествују гости из целог Срема, уз традиционални ручак и рок свирку у вечерњим сатима. Сваке године ова манифестација бива пропраћена и у едукацији младих и деце о безбедности учествовања у саобраћају.

### Дечије игралиштеИзвор
Војка има неколико дечијих игралишта, али је најпосећеније и најопремљеније игралиште Извор. Оно има мали терен за одбојку, љуљашке, тобоган, мостић и још неколико справа на којима деца могу да се играју.
У вечерњим сатима на њему се окупљају и старија деца, због тога што се налази у мирном и добро осветљеном делу Војке.

## Спорт

### Фудбалски клубСремац
Фудбалски клуб за дечаке по имену Сремац, на свом терену је испратио многе генерације спорту наклоњених Војчана. O томе сведочи и чињеница да је стар мало више од девет деценија и да и даље учествује у многим турнирима и лигама.

### Ваздухопловни клубВихор
Основан 2003. године, ваздухопловни клуб Вихор организује летачке дане и аеро-митинге на спортском аеродрому у Војки. У питању је уједно и један од највећих приватних аероклубова у Србији.

### Ловачко друштвоЗец
Ловачко друштво Зец је најстарије ловачко друштво у општини Стара Пазова. Оно окупља преко 60 ловаца и улаже у обнову ловишта подмлађивањем животињских врста.

## Познате личности
- Владислав Чикош (1805 - 1944): књижевник.
- Зорка Јанковић (1870 - 1933): књижевница и боркиња за права жена.
- Љубиша Марић (? - ?): сликар.
- Љубинко Лазић (1979): соло контрабасиста.
- Александар Коларов (1985): професионални фудбалер.
- Бојан Џепина (1987): професионални кик боксер.